# Обикновена ухолазка
Обикновената ухолазка (Forficula auricularia), известна още като обикновена щипалка и европейска щипалка, е вид всеядно насекомо от разред Ухолазки (Dermaptera).

## Етимология

### Научно име
Родовото име Forficula (умалително на forfex) произлиза от латински език и означава „ножичка“, вероятно отнасящо се за церките наподобяващи ножички.
Видовият епитет auricularia („ушенцева“) е образувано от лат. auricula („ушенце“; умалително на auris, „ухо“) и наставка -aria за образуване на общо прилагателно от женски род.

### Народно име
Българското название „ухолазка“ (ухо + лазя) вероятно произлиза от широко разпространеното в Европа суеверие, че ухолазките влизат в ушите на хората, но данни за такова поведение няма. По подобен начин – както в научното име, така и в народните названия на много други европейски езици за този и подобни видове насекоми – има някаква препратка към ушите.

## Разпространение

### Естествен ареал
Естественият ареал на Обикновената ухолазка е западна Палеарктика – Европа, северна Африка и западна Азия.

### Ареал на интродукция
Видът е пренесен от човека в С. Америка, Австралия и Нова Зеландия. За първи път е установен в САЩ през 1907 г. и днес е една от най-разпространените ухолазки в щатите с умерен климат.

## Външен вид
Обикновената ухолазка е средно по големина насекомо, достигащо дължина между 10 – 16 мм. Отличава се от другите видове от рода по основните части на церките си, които са сближени една до друга, както и по второто членче на ходилата, което е сърцевидно и по-широко от третото.
Обикновената ухолазка има плоско и удължено тяло. Цветът на гръбчето ѝ е червеникавокафяв, а на късите ѝ крачета – жълтеникав. Разполага с две дълги и подвижни антени, които ѝ помагат да открива храна. Коремчето завършва с характерните за вида здрави хитинови придатъци (церки), използвани по време на чифтосване, хранене, при разтваряне и сгъване на крилата и при самозащита.
Половият диморфизъм при ухолазката е най-силно подчертан при вида на церките.
При мъжкото насекомо те са тънки, по форма приличат на щипки и достигат дължина между 4 – 8 мм. По време на чифтосване захваща с тях партньорката си. Дължината на церките при женското насекомо е 3 мм., по-дебели са и са извити навътре. Именно церките са дали другото наименование на вида – Обикновена щипалка.
Макар и да не лети често, ухолазката притежава чифт функциониращи крила. Щитоподобните надкрилия (елитри) са кожести, без жилки, къси и не покриват докрай първите коремни сегменти. Вторите летателни крила са ципести, нежни и дълги. За да се приберат под елитрите, те се сгъват ветрилообразно, като се прегъват около 50 пъти.

## Поведение
Активна предимно нощем, ухолазката обитава поддържаните от човека градини. Въпреки че е всеядна, храната от растителен произход преобладава в менюто ѝ. Обича прохладните и влажни места. При повишаване на температурите заживява в близост до водни източници. Използва за укритие камъни, малки цепнатини в почвата или в кората на дърветата, където прекарва деня в полусън. Когато е раздразнена, повдига застрашително церките си, целейки да изплаши и прогони натрапника.

## Жизнен цикъл
Размножителният период при обикновената ухолазка започва с края на лятото и продължава през есента. Мъжките имат 2 дълги, но крехки пениса, а след чифтосването, женската съхранява спермата в тялото си в продължение на месеци. Двойката прекарва зимата заедно, често присъединявайки се към други двойки. Напролет женската снася около 50 овални, кремави на цвят яйца в почвата или в някоя пукнатина. Тя ревностно защитава и обгрижва своето потомство. За да предпази яйцата си от гъбички или бактерии, женската постоянно ги чисти, ближе и обръща. Поради дебелата обвивка на яйцата, малките не могат да се излюпят без помощта ѝ. През цялото време на развитието им женската внимателно отстранява горния слой с челюстите си. Ларвите се излюпват до пет-шест седмици. Те са бели на цвят, приличат на родителите си, но нямат крила. До превръщането им в имаго, за около месец те преминават през четири стадия на развитие. В първите десетина дни, преди настъпването на първия стадий, женската ухолазка храни сама излюпените малки. През втория период на развитие тя им помага при търсенето на храна. Често ухолазката остава с потомството си до края на лятото.

## Стопанско значение
Обикновената ухолазка като цяло се счита за полезно насекомо. В градината тя се храни с други насекоми и яйцата им, с гнили плодове и с растителни отпадъци. Вредител е по царевицата, слънчогледа, картофите, марулята, ягодите и други селскостопански продукти.